# Coupe d'Europe hivernale des lancers 2012
Navigation
Édition précédente Édition suivante
La 12e édition de la Coupe d'Europe hivernale des lancers se déroule les 17 et 18 mars 2012 à Bar au Monténégro.

## Résultats

### Séniors hommes
| Épreuves          | Or                        | Argent                      | Bronze                 |
| Lancer du poids   | Marco Fortes 21,02 m (NR) | Asmir Kolašinac 20,50 m     | Borja Vivas 20,06 m    |
| Lancer du disque  | Erik Cadée 64,09 m        | Ercüment Olgundeniz 63,59 m | Rutger Smith 63,30 m   |
| Lancer du javelot | Fatih Avan 81,09 m        | Dmitri Tarabin 79,94 m      | Risto Mätas 78,74 m    |
| Lancer du marteau | Kirill Ikonnikov 75,95 m  | Siarhei Kalamoyets 75,15 m  | Kristóf Németh 74,23 m |

### Séniors femmes
| Épreuves          | Or                         | Argent                       | Bronze                           |
| Lancer du poids   | Nadzeya Astapchuk 20,29 m  | Nadine Kleinert 19,12 m      | Josephine Terlecki 18,59 m       |
| Lancer du disque  | Nadine Müller 68,89 m (PB) | Darya Pishchalnikova 63,86 m | Mélina Robert-Michon 63,03 m     |
| Lancer du javelot | Martina Ratej 63,59 m      | Goldie Sayers 62,75 m        | Marina Maksimova 60,33 m         |
| Lancer du marteau | Tatiana Lysenko 72,87 m    | Stéphanie Falzon 72,60 m     | Kateřina Šafránková 71,16 m (NR) |

### Espoirs hommes
| Épreuves          | Or                                   | Argent                          | Bronze                     |
| Lancer du poids   | Marin Premeru 19,49 m                | Dmytro Savytskyy 18,76 m (PB)   | Maksim Afonin 18,73 m (PB) |
| Lancer du disque  | Danijel Furtula 60,24 m (NR)         | Eduardo Albertazzi 58,26 m (PB) | Daniel Stahl 57,45 m (PB)  |
| Lancer du javelot | Olenksandr Nychyporchuk 76,23 m (PB) | Jaka Muhar 75,94 m (PB)         | Valeriy Iordan 75,58 m     |
| Lancer du marteau | Eivind Henriksen 73,62 m             | Andriy Martynyuk 71,37 m        | Pavel Bareisha 69,16 m     |

### Espoirs femmes
| Épreuves          | Or                      | Argent                      | Bronze                   |
| Lancer du poids   | Sophie Kleeberg 17,42 m | Olha Holodnaya 17,32 m (PB) | Emel Dereli 16,87 m (PB) |
| Lancer du disque  | Sandra Perković 67,12 m | Irina Rodrigues 54,83 m     | Yuliya Kurylo 52,03 m    |
| Lancer du javelot | Sanni Utriainen 57,39 m | Lyubov Zhatkina 55,77 m     | Kateryna Derun 55,67 m   |
| Lancer du marteau | Bianca Perie 68,74 m    | Alina Kastrova 67,86 m      | Hanna Skydan 66,35 m     |